# Hautasaari (ö i Kaavi, Rupsanlahti)
Hautasaari är en ö i Finland. Den ligger i sjön Pieni Vehkalahti och i kommunen Kaavi i den ekonomiska regionen  Nordöstra Savolax ekonomiska region  och landskapet Norra Savolax, i den centrala delen av landet, 400 km nordost om huvudstaden Helsingfors. Öns area är 0,6 hektar och dess största längd är 220 meter i sydöst-nordvästlig riktning.